# Мантая Жаримбетова
Мантая Жаримбетова (каз. Мәнтай Жәрімбетов, до 2007 г. — Второй Тюлькубас) — село в Тюлькубасском районе Туркестанской области Казахстана. Входит в состав Кемербастауского сельского округа. Код КАТО — 516049300.
Снло названо в честь колхозника, Героя Социалистического Труда Мантая Жаримбетова.

## Население
В 1999 году население села составляло 841 человек (443 мужчины и 398 женщин). По данным переписи 2009 года, в селе проживали 994 человека (510 мужчин и 484 женщины).